# 约瑟夫·温什利希特
约瑟夫·斯坦尼斯拉沃维奇·温什利希特（俄语：Ио́сиф (Юзеф) Станисла́вович У́ншлихт；1879年12月31日—1938年7月29日），波兰裔犹太人，曾任全俄肃反委员会副主席、最高国民经济会议副主席。

## 生平
1879年，出生于姆瓦瓦的中产家庭。1900年，参加波兰王国和立陶宛社会民主党。1906年，加入俄国社会民主工党。1907年，当选为俄国社会民主工党第五次代表大会代表。1907年，任波兰—立陶宛社会民主党华沙州委委员、罗兹区委委员、总理事会成员。
1917年，二月革命，为伊尔库茨克的苏维埃执行委员会和俄国社会民主工党委员会成员。4月，为彼得格勒苏维埃成员、俄国布尔什维克第六次代表大会代表。十月革命，任彼得格勒革命军事委员会委员、内务人民委员会成员。1919年，任立陶宛-白俄罗斯苏维埃社会主义共和国军事人民委员和立陶宛—白俄罗斯共产党中央委员。4月，任第十六集团军革命军事委员会委员。12月，任西方方面军革命军事委员会委员。1920年，兼任波兰临时革命委员会委员。
1921年，任全俄全俄肃反委员会副主席。1923年，任苏联革命军事委员会委员、工农红军供给部长。1925年，任苏联革命军事委员会副主席、陆海军人民委员部副人民委员。1927年，兼任苏联国防及航空化学建设促进会中央委员会副主席。1930年，任苏联最高国民经济委员会副主席。1933年，任苏联民用航空总局主席。1935年，任苏联中央执行委员会联盟院书记。
1937年，被指控为间谍遭到逮捕。1938年，判处枪决。1956年，平反。